# George H. Sullivan
George Henry Sullivan (* 20. Dezember 1867 in Stillwater, Minnesota; † 15. Februar 1935 in Mahtomedi, Minnesota) war ein US-amerikanischer Politiker. In den Jahren 1916 und 1917 war er kommissarischer Vizegouverneur des Bundesstaates Minnesota.

## Werdegang
George Sullivan besuchte die öffentlichen Schulen seiner Heimat. Nach einem Jurastudium an der University of Wisconsin und seiner 1888 erfolgten Zulassung als Rechtsanwalt begann er in diesem Beruf zu arbeiten. Gleichzeitig schlug er als Mitglied der Republikanischen Partei eine politische Laufbahn ein. Er wurde Bezirksstaatsanwalt im Washington County. Zwischen 1904 und 1906 gehörte er dem Staatsvorstand seiner Partei an; von 1907 bis 1935 saß er mit kurzen Unterbrechungen im Senat von Minnesota, dessen President Pro Tempore er im Jahr 1916 war. Während seiner Zeit im Staatssenat war er Mitglied mehrerer Ausschüsse, In den Jahren 1908 und 1916 nahm er als Delegierter an den jeweiligen Republican National Conventions teil.
Nach dem Tod von Gouverneur Winfield Scott Hammond wurde dessen Vizegouverneur Joseph A. A. Burnquist sein Nachfolger. Entsprechend der Staatsverfassung wurde nun der President Pro Tempore des Staatssenats, George Sullivan, kommissarischer Vizegouverneur von Minnesota. Dieses Amt bekleidete er in den Jahren 1916 und 1917. Dabei war er Stellvertreter des Gouverneurs und offizieller Vorsitzender des Staatssenats. Nach seiner Zeit als Vizegouverneur war Sullivan weiterhin Mitglied des Staatssenats. Er starb am 15. Februar 1935 in Mahtomedi.